# بخش اموتپ
بخش اموتپ (به اسپانیایی: Amotape District) یک سکونتگاه مسکونی در پرو است که در منطقه پیورا واقع شده‌است.

## خصوصیات
بخش اموتپ ۹۰٫۸۲ کیلومترمربع مساحت و ۲٬۲۵۰ نفر جمعیت دارد و ۱۲ متر بالاتر از سطح دریا واقع شده‌است.